# Culex wannonii
Culex wannonii är en tvåvingeart som beskrevs av Cova Garcia och Sutil 1976. Culex wannonii ingår i släktet Culex och familjen stickmyggor.
Artens utbredningsområde är Venezuela. Inga underarter finns listade i Catalogue of Life.